# Absalom Tatom
Absalom Tatom, ameriški častnik, poslovnež in politik, * 1742, Severna Karolina,  † 20. december 1802, Raleigh, Severna Karolina.
Tatom je bil kongresnik ZDA iz Severne Karoline med letoma 1795 in 1796.